# Jekaterina Sergejewna Konewa

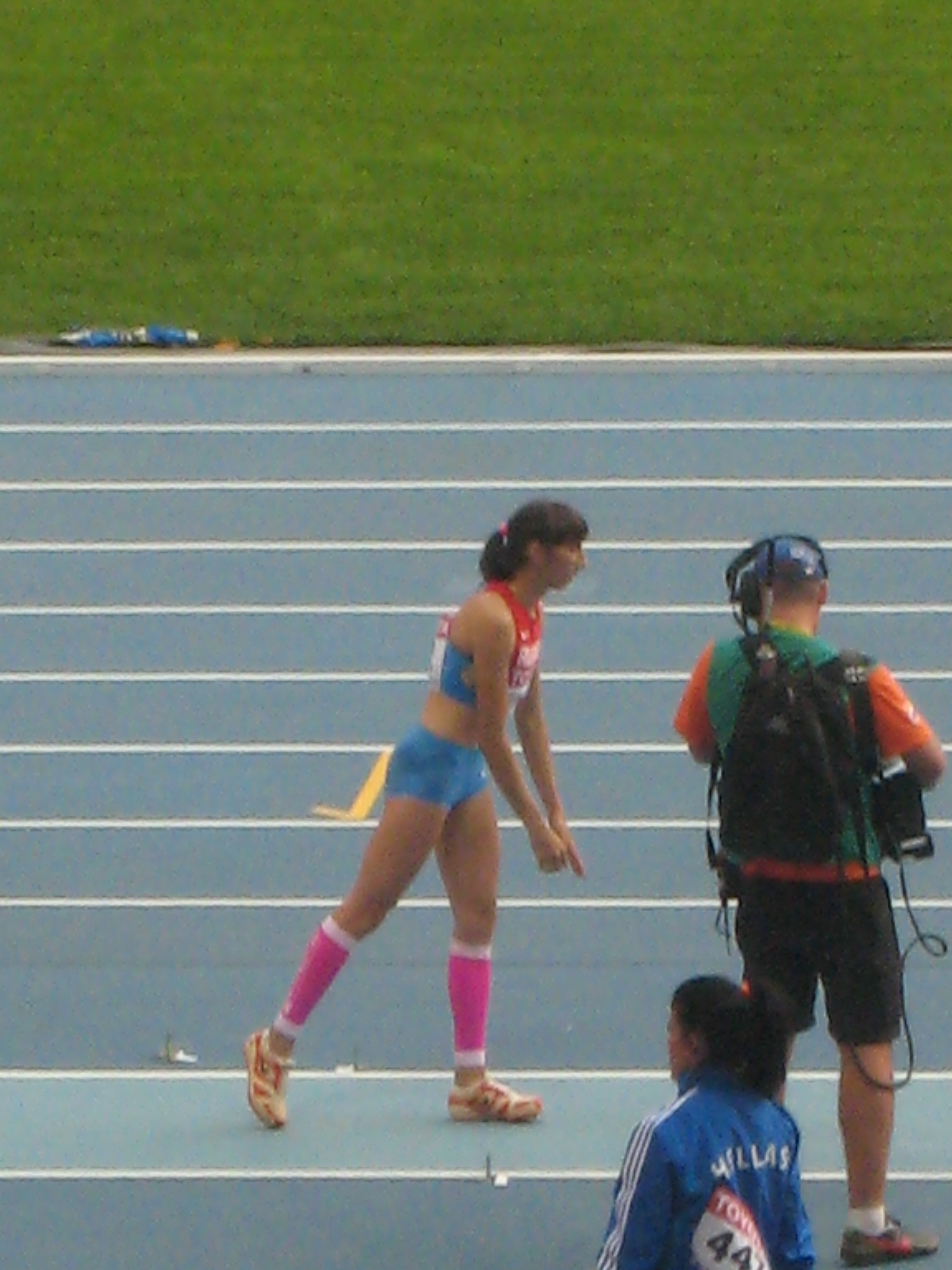
Jekaterina Konewa bei den Weltmeisterschaften 2013 in Moskau

Jekaterina Sergejewna Konewa (russisch Екатерина Сергеевна Конева, engl. Transkription Yekaterina Koneva; * 25. September 1988) ist eine russische Dreispringerin.
Sie begann ihre Karriere als Sprinterin. Am 14. Februar 2007 wurde sie bei einer Wettkampfkontrolle positiv auf Testosteron getestet und wegen dieses Verstoßes gegen die Dopingbestimmungen für zwei Jahre gesperrt.
2010 wechselte sie zum Dreisprung. Bei der Sommer-Universiade 2011 in Shenzhen gewann sie Gold.
2013 verteidigte sie diesen Titel bei der Universiade in Kasan und holte bei den Weltmeisterschaften in Moskau die Silbermedaille.

## Persönliche Bestleistungen
- 60 m (Halle): 7,39 s, Pensa
- Weitsprung: 6,70 m, 18. Juni 2011, Brjansk
  - Halle: 6,13 m, 3. Februar 2013, Moskau
- Dreisprung: 14,89 m, 18. Juli 2014, Monaco
  - Halle: 14,60 m, 29. Januar 2012, Krasnodar